# Ermida da Memória (Sesimbra)
A Ermida da Memória (século XV) situa-se no Cabo Espichel, município de Sesimbra, freguesia do Castelo, Distrito de Setúbal. Está integrada no Santuário de Nossa Senhora do Cabo Espichel sendo o elemento mais antigo deste conjunto arquitetónico.

## Características
|                                                                |  |                                                                 |
| Painel de azulejos ladeando a entrada da Ermida (lado direito) |  | Painel de azulejos ladeando a entrada da Ermida (lado esquerdo) |

De planta quadrangular e paredes pouco elevadas,  o templo é coroado por uma invulgar cúpula contracurvada, em forma de bolbo, terminada por um pináculo boleado (mas cuja bola terminal desapareceu nos anos 90 do século passado).
Rodeada por um pequeno miradouro com adro, de que se avista uma extraordinária panorâmica alargada, tem o interior revestido até meia altura por silhares de azulejos setecentistas azuis e brancos, dos inícios da segunda metade do séc. XVIII,  representando a descoberta da imagem de Nossa Senhora do Cabo, a construção da própria Ermida, da Igreja e das Hospedarias e os "círios" ou romarias da época.
O templo, de origem medieval, foi construído precisamente no local onde, segundo reza a tradição, terá sido achada a imagem de Nossa Senhora.

## Conjunto histórico
- Conjunto do Santuário de Nossa Senhora do Cabo Espichel - Igreja de Nossa Senhora do Cabo, Casa dos Círios, Terreiro no Cabo Espichel, Cruzeiro, Casa da Água e Aqueduto no Cabo Espichel.

## Bibliografia

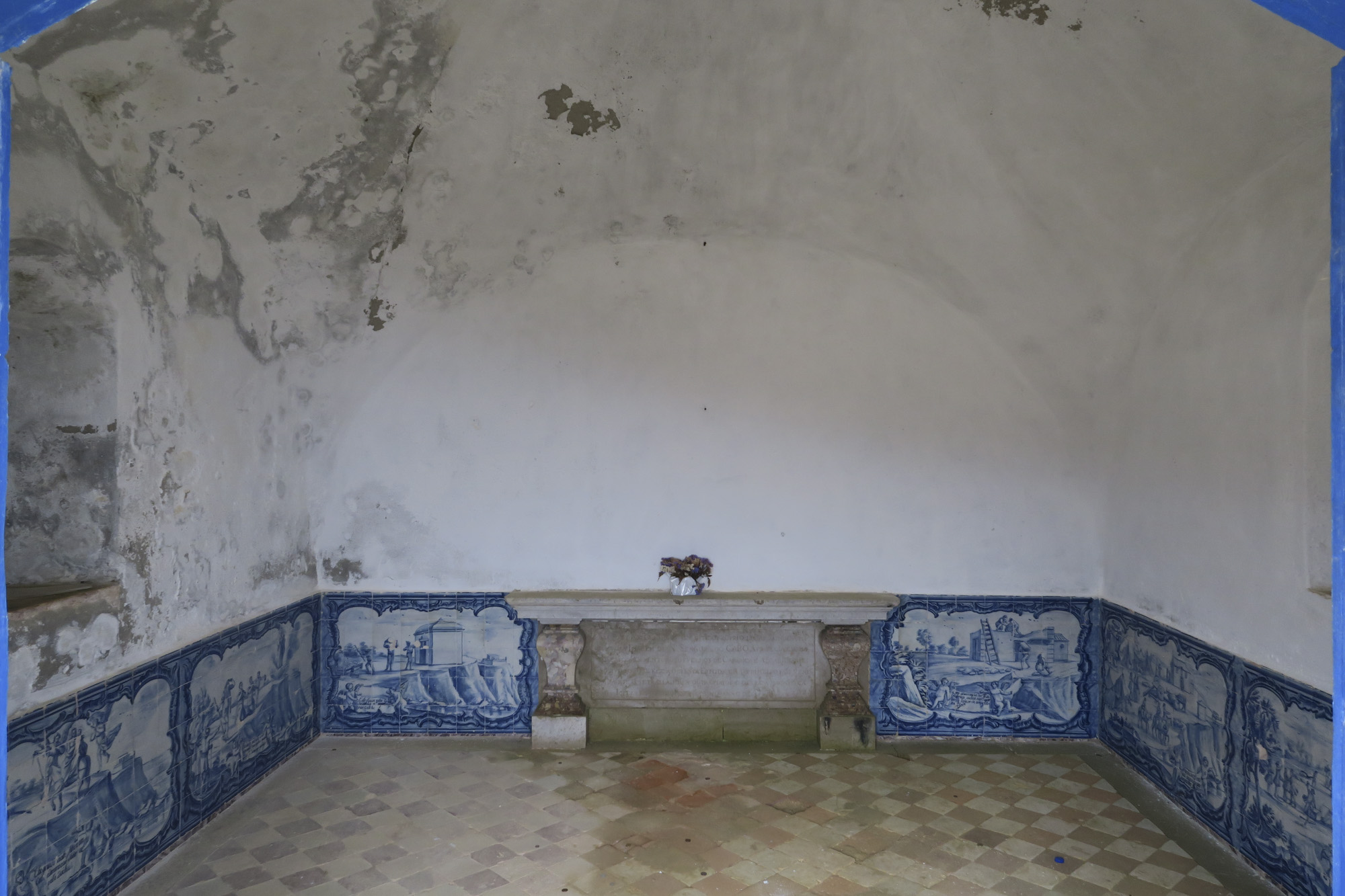
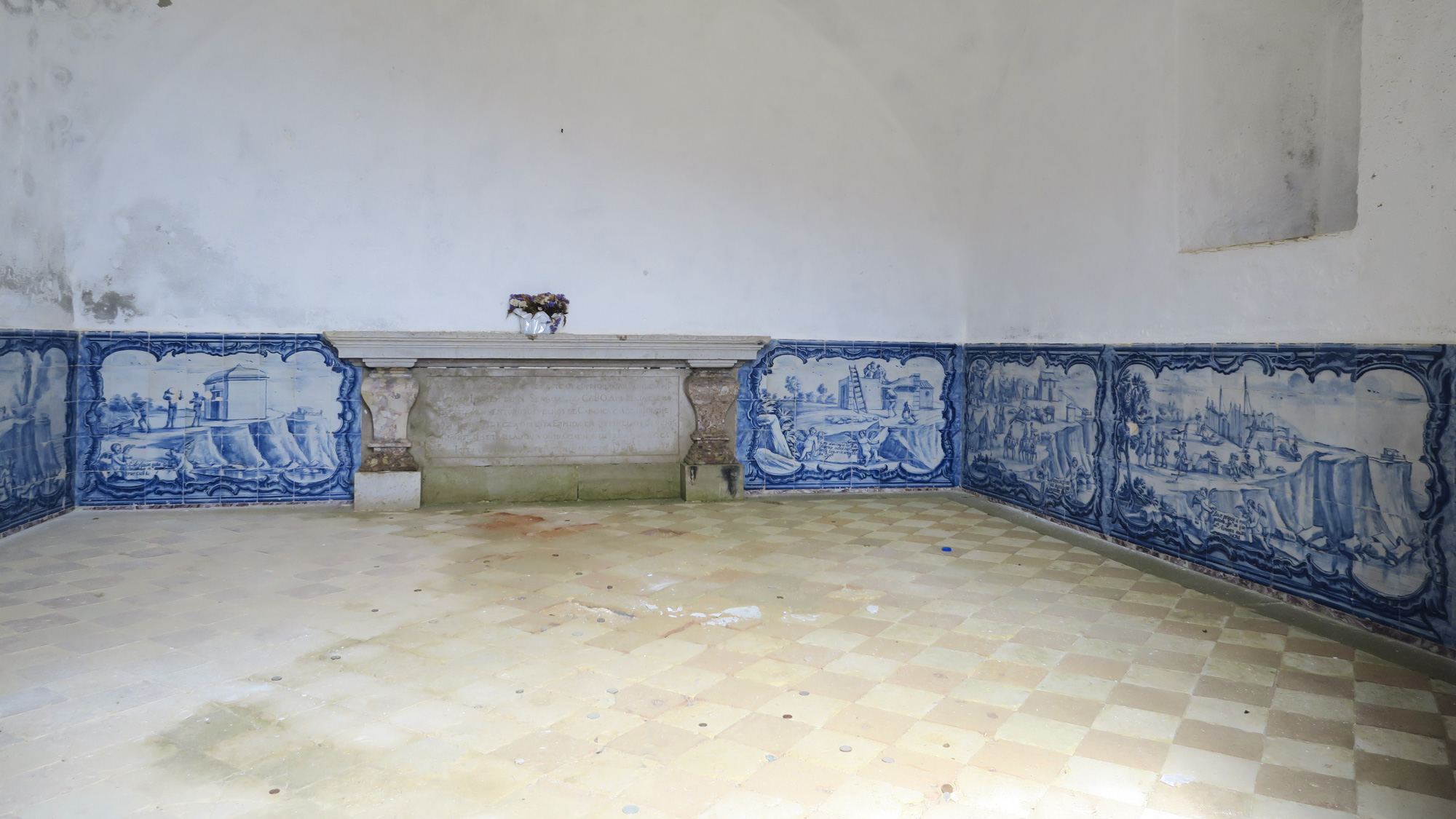
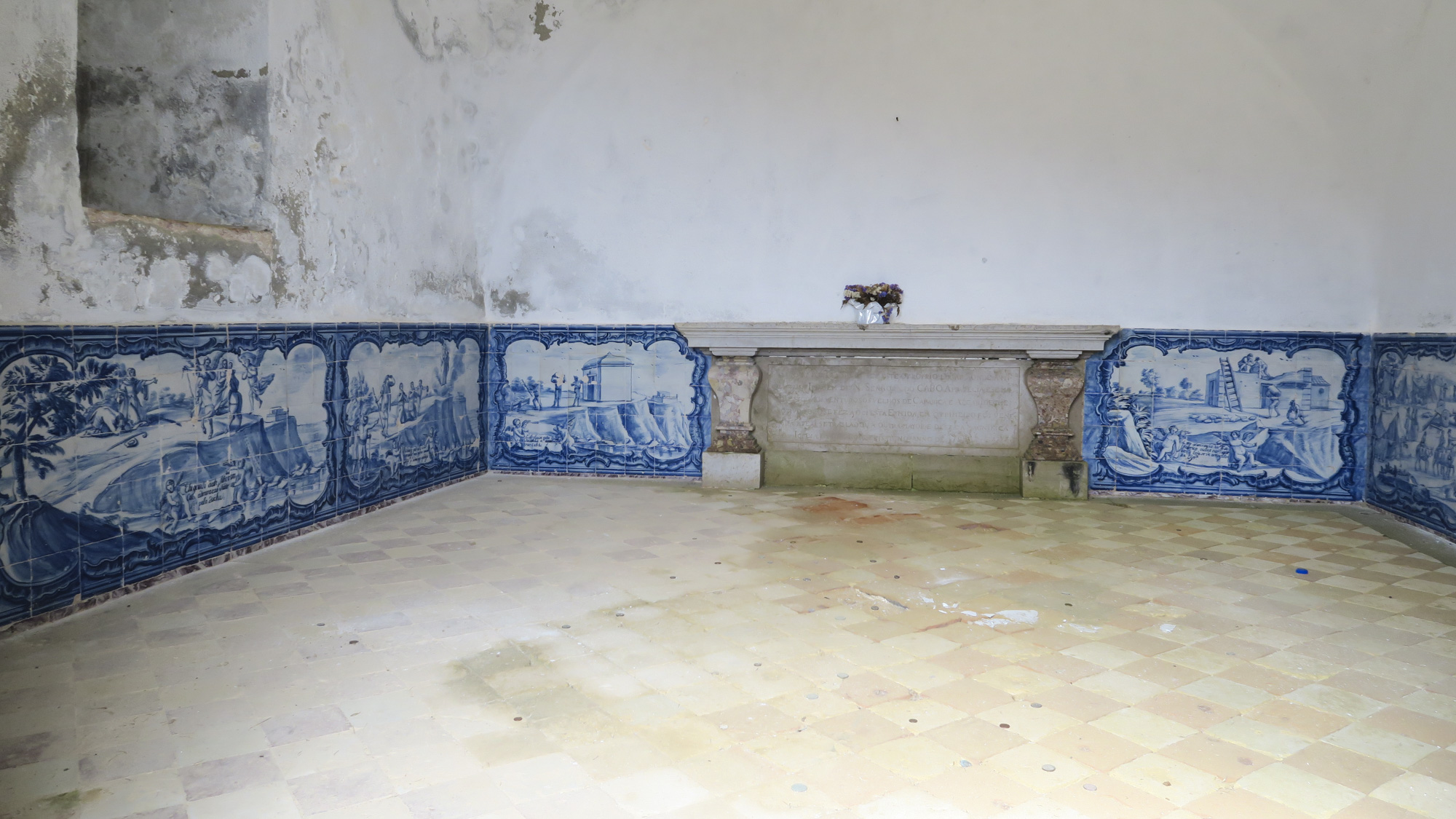